# Długi Kąt (województwo lubelskie)

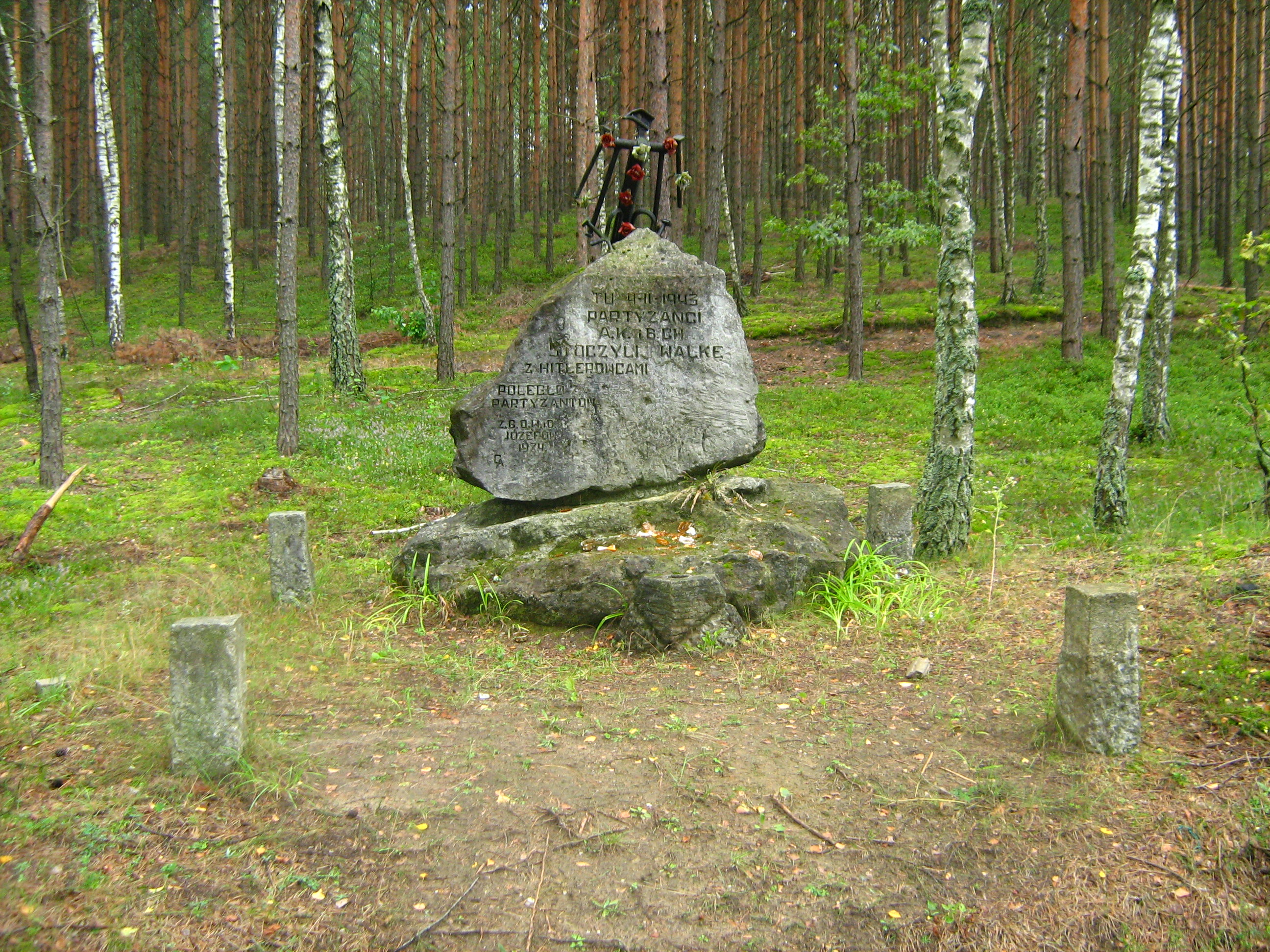
Pomnik w miejscu partyzanckiej potyczki przy wyjeździe w stronę Hamerni

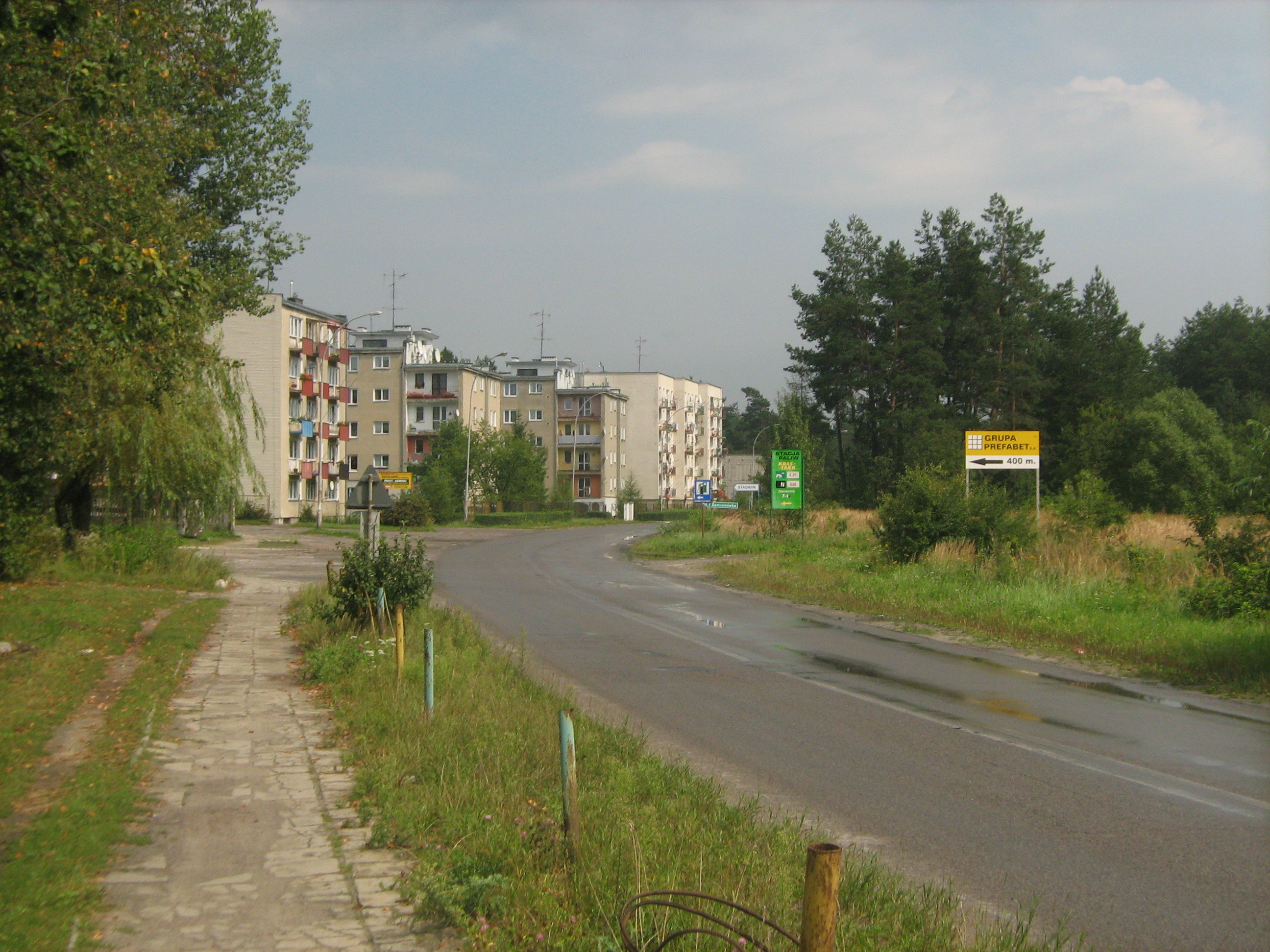
Bloki mieszkalne przy DW853

Długi Kąt – wieś w Polsce położona w województwie lubelskim, w powiecie biłgorajskim, w gminie Józefów. Wieś leży na Roztoczu, na wschodnim skraju Puszczy Solskiej.
| SIMC    | Nazwa | Rodzaj    |
| ------- | ----- | --------- |
| 0890360 | Morgi | część wsi |

W latach 1975–1998 miejscowość administracyjnie należała do województwa zamojskiego. 
Według Narodowego Spisu Powszechnego (III 2011 r.) liczyła 781 mieszkańców i była drugą co do wielkości miejscowością gminy Józefów.
Wierni Kościoła rzymskokatolickiego należą do parafii Niepokalanego Poczęcia Najświętszej Maryi Panny w Józefowie.

## Położenie
Długi Kąt leży na skrzyżowaniu drogi wojewódzkiej nr 853 łączącej Biłgoraj z Tomaszowem Lubelskim oraz dwóch dróg powiatowych: jedna biegnie na północ do wsi Stanisławów, Wólka Husińska i miasteczka Krasnobród, druga na południe do wsi Hamernia i Susiec. Na przebiegającej tędy linii kolejowej łączącej Zwierzyniec z Bełżcem znajduje się stacja PKP. Około 6 km na zachód od wsi znajduje się siedziba gminy – Józefów Biłgorajski.

## Transport
Od stycznia 2024 roku Urząd Marszałkowski Województwa Lubelskiego sfinansował całoroczne kolejowe połączenia pasażerskie z Zamościa przez Długi Kąt do Bełżca. W rozkładzie jazdy znalazły się 4 kursy w każdą ze stron. Są one skomunikowane w Zawadzie i Zamościu z pociągami z Lublina i Warszawy umożliwiając dojazd z pozostałych części kraju. W piątki i niedziele jedna para została wydłużona do Hrebennego.

## Turystyka
W Długim Kącie znajduje się końcowy punkt zielonego szlaku turystycznego „Ziemi Józefowskiej”. W miejscowości znajduje się kościół polskokatolicki murowany (parafialny), zbudowany na początku XXI w., konsekrowany 26 lipca 2007.

## Historia
Długi Kąt został lokowany w I połowie XVII w., jego pierwotna nazwa to Kąty. W 1827 wieś liczyła 200 mieszkańców i 40 domów, do 1921 liczba mieszkańców zwiększyła się do 387 osób. Pod koniec XIX wieku znajdował się tutaj folwark. Podczas II wojny światowej wieś Długi Kąt była wielokrotnie represjonowana, pacyfikowana a ludność wywożona na roboty przymusowe do III Rzeszy Niemieckiej. W okolicznych lasach działały liczne oddziały partyzanckie (powstanie zamojskie).
W latach 60. XX wieku powstała tutaj największa w południowo-wschodniej Polsce fabryka pustaków – Przedsiębiorstwo Produkcji Materiałów Budowlanych Prefabet Sp. z o.o. Obecnie „Prefabet” jest oddziałem Grupy Prefabet S.A. (należącej do międzynarodowego koncernu budowlanego CRH). W latach 80. po zachodniej stronie Długiego Kątu dynamicznie rozwijało się przyfabryczne osiedle, które dziś jest samodzielną wsią o nazwie Samsonówka. Wtedy został też tu wybudowany kościół polskokatolicki, stadion sportowy, niewielka oczyszczalnia ścieków i ośrodek zdrowia. Planowana była dalsza rozbudowa osiedla, jednakże w latach 90. fabryka podupadła i rozwój miejscowości został zatrzymany. Obecnie fabryka wciąż prowadzi działalność produkcyjną, jednakże w nieco mniejszym zakresie.

## Sport
Do 1991 roku w Długim Kącie funkcjonował Ludowy Klub Sportowy Unipol Długi Kąt – amatorski klub piłkarski, założony w 1968 roku. Unipol rozgrywał mecze na stadionie sportowym w Długim Kącie. 
W 1991 roku Unipol Długi Kąt i LZS Cosmos Józefów (klasa C) połączyły się tworząc klub LKS Cosmos Józefów.